# Camphora
Camphora es un género monoespecífico que pertenece a la familia de las lauráceas. La única especie reconocida es Camphora officinalis Steud., conocida con los nombres de alcanfor crudo, árbol del alcanfor de la China y del Japón y laurel de alcanfor de la China. Es considerado un sinónimo de Cinnamomum, así está listado en Wikispecies.

## Taxonomía
El género fue descrito por Philipp Conrad Fabricius y publicado en Enumeratio Methodica Plantarum 218. 1759.
Etimología
Cinnamomum: nombre genérico que proviene del latín, que significa alcanfor.